# الهه سبز (فیلم ۱۹۳۰)
الهه سبز یا ایزدبانوی سبز (انگلیسی: The Green Goddess) فیلمی در ژانر درام از روی نمایشنامه ای به همین نام از ویلیام آرچر به کارگردانی آلفرد گرین است که در سال ۱۹۳۰ منتشر شد. از بازیگران آن می‌توان به جرج آرلیس، آلیس جویس و اچ. بی. وارنر اشاره کرد.